# Championnat de Suisse de football 1999-2000
Le championnat de Suisse de football de Ligue nationale A 1999-2000 a vu la consécration du FC Saint-Gall.

## Format
Le championnat se compose de deux tours. Le tour préliminaire se déroule en automne avec 12 équipes. Le tour final a lieu au printemps avec les 8 meilleures équipes du tour préliminaire. Celles-ci conservent la moitié de leurs points acquis au tour préliminaire. Les quatre derniers du tour préliminaire jouent un tour de promotion/relégation avec les quatre premiers de Ligue nationale B à l'issue duquel quatre équipes sont promues en Ligue nationale A, les autres restant en Ligue nationale B.

## Classements

### Tour préliminaire
| Place | Club               | Pts | J  | V  | N  | D  | Buts + | Buts - | Diff. |
| 1er   | FC Saint-Gall      | 45  | 22 | 13 | 6  | 3  | 42     | 25     | +17   |
| 2e    | FC Bâle            | 37  | 22 | 9  | 10 | 3  | 31     | 21     | +10   |
| 3e    | Lausanne-Sports    | 36  | 22 | 9  | 9  | 4  | 35     | 25     | +10   |
| 4e    | Grasshopper Zürich | 34  | 22 | 9  | 7  | 6  | 40     | 25     | +15   |
| 5e    | Yverdon-Sport FC   | 30  | 22 | 7  | 9  | 6  | 28     | 25     | +3    |
| 6e    | Neuchâtel Xamax    | 28  | 22 | 7  | 7  | 8  | 34     | 33     | +1    |
| 7e    | FC Lucerne         | 28  | 22 | 8  | 4  | 10 | 28     | 29     | -1    |
| 8e    | Servette FC        | 28  | 22 | 8  | 4  | 10 | 32     | 36     | -4    |
| 9e    | FC Zurich          | 26  | 22 | 6  | 8  | 8  | 21     | 29     | -8    |
| 10e   | FC Aarau           | 26  | 22 | 7  | 5  | 10 | 30     | 42     | -12   |
| 11e   | FC Lugano          | 21  | 22 | 5  | 6  | 11 | 27     | 34     | -7    |
| 12e   | SR Delémont        | 17  | 22 | 4  | 5  | 13 | 24     | 48     | -24   |

### Tour final
| Place | Club               | Pts | J  | V | N | D  | Buts + | Buts - | Diff. | Bonus 1 |
| 1er   | FC Saint-Gall      | 54  | 14 | 9 | 4 | 1  | 33     | 14     | +19   | 23      |
| 2e    | Lausanne-Sports    | 44  | 14 | 8 | 2 | 4  | 22     | 13     | +9    | 18      |
| 3e    | FC Bâle            | 40  | 14 | 5 | 6 | 3  | 16     | 16     | 0     | 19      |
| 4e    | Grasshopper Zürich | 37  | 14 | 5 | 5 | 4  | 30     | 26     | +4    | 17      |
| 5e    | FC Lucerne         | 31  | 14 | 5 | 2 | 7  | 17     | 30     | -13   | 14      |
| 6e    | Servette FC        | 31  | 14 | 4 | 5 | 5  | 25     | 21     | +4    | 14      |
| 7e    | Neuchâtel Xamax    | 29  | 14 | 4 | 3 | 7  | 25     | 29     | -4    | 14      |
| 8e    | Yverdon-Sport FC   | 22  | 14 | 2 | 1 | 11 | 16     | 35     | -19   | 15      |

1 moitié des points du tour préliminaire.

### Qualifications européennes
- FC Saint-Gall : troisième tour de qualification de la Ligue des champions
- FC Bâle : tour préliminaire de la Coupe UEFA
- Lausanne-Sports : tour préliminaire de la Coupe UEFA
- FC Lucerne : deuxième tour de la Coupe Intertoto
- Neuchâtel Xamax : premier tour de la Coupe Intertoto

- FC Zurich : premier tour de la Coupe UEFA, en tant que vainqueur de la Coupe de Suisse

### Tour de promotion/relégation
- Voir championnat de Suisse D2 1999-2000

### Relégations et Promotions
- Le FC Aarau, le FC Lugano et le FC Zurich se maintiennent en Ligue nationale A.
- Le SR Delémont est relégué en Ligue nationale B.
- Le FC Sion est promu en Ligue nationale A.

## Résultats complets
- Résultats sur RSSSF